# Škoda Vision iV
Škoda Vision E i Škoda Vision iV – samochody koncepcyjne typu SUV czeskiej marki Škoda Auto zaprezentowane podczas targów motoryzacyjnych w Szanghaju w 2017 roku i w Genewie w 2019 roku.

## Historia i opis modelu

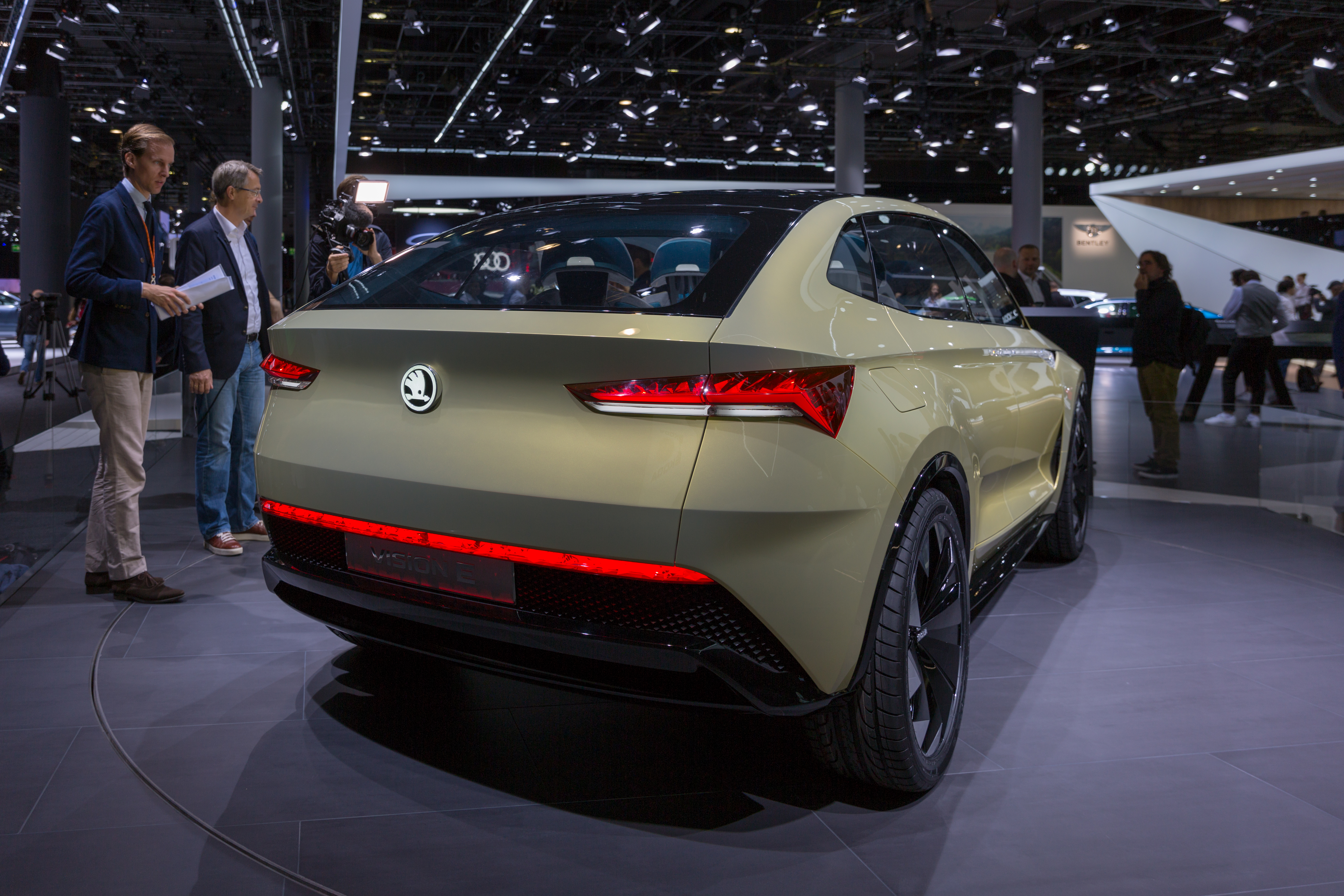
Škoda Vision E - tył

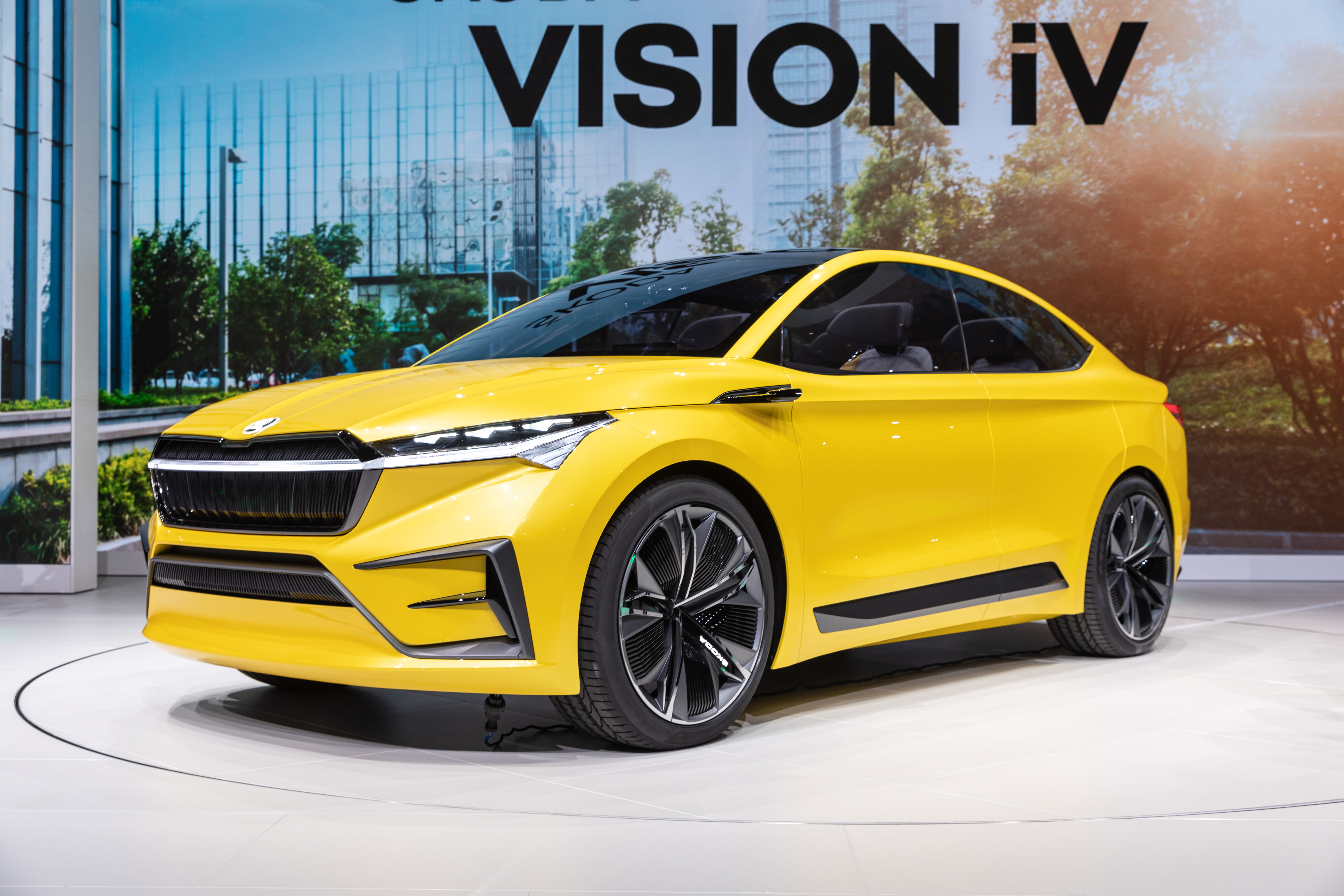
Škoda Vision iV

Samochód jest dynamicznie narysowanym SUV-em w stylu coupe zbudowany na modułowej płycie MEB koncernu Volkswagen AG. Pas przedni auta wyposażono w trójkątne światła o krystalicznej formie wykonane w technologii Matrix LED pochodzącej z Audi. Pojazd napędzany jest dwoma silnikami elektrycznymi o łącznej mocy 225 kW.
Drzwi boczne pojazdu otwierane są pod wiatr. Wnętrze pojazdu wyposażone zostało w m.in. w system obrotu foteli o 20 stopni, a także m.in. w trzeciego stopnia system jazdy autonomicznej.
Oba prototypy stanowiły bezpośrednią zapowiedź seryjnego modelu pod nazwą Škoda Enyaq iV.